# Pep Guinyol
Pep Guinyol (1954 – 17 d'octubre de 2022) va ser un actor català.

## Biografia
Va començar la seva carrera artística a la dècada del 1980 en diversos programes infantils emesos per TV3, com Fes Flash, la sèrie Judes Xanguet i les maniquins i el concurs Tres i l'astròleg. Tot i això, la fama li va arribar amb la sèrie de televisió d'Antena 3 Farmacia de guardia (1991-1995). En aquells anys va participar en sèries còmiques com Los ladrones van a la oficina (1993-1996), Makinavaja (1995-1997) i Blasco Ibáñez, la novela de su vida (1996).
Després de rodar alguns episodis d'Hermanas (1998) i Manos a la obra (1998-2001), va intervenir com a secundari en altres sèries de televisió: La casa de los líos (1996-2000), El botones Sacarino (2000-2001), Cuéntame como pasó (2001), Compañeros (2002), La que se avecina (2007) i Sin tetas no hay paraíso (2008).
També va fer alguna incursió al teatre, la seva gran passió, inclòs un paper a l'obra L'auca del senyor Esteve, que va inaugurar la sala gran del Teatre Nacional de Catalunya. Els seus últims treballs en televisió van ser dos episodis de la sèrie Águila Roja, rodats el 2010 i el 2016.